# Видовдански сабор
Видовдански сабор је назив за масовни опозициони скуп који је одржан на Видовдан, 28. јуна 1992. испред зграде Савезне скупштине у Београду. Сабор је континуирано трајао до 5. јула 1992. Скуп је организовао Српски покрет обнове уз учешће других политичких групација попут групе чланова Демократске странке (која се касније издвојила у Демократску странку Србије) и Српске либералне странке. Ове политичке групације су, заједно са бројним истакнутим појединцима из јавног живота чиниле неформални опозициони фронт - Демократски покрет Србије (ДЕПОС), који је доцније под тим називом учествовао и на изборима (у децембру 1992, када су га чинили СПО, ДСС и Нова демократија и децембру 1993, када су га чинили СПО, Нова демократија и Грађански савез Србије). Изван ДЕПОС-а налазили су се 1992 Демократска странка, као и партије изразито грађанске провенијенције. Сврха организовања овог скупа је била смена режима, због катастрофалне и конфузне политичке и економске ситуације у којој се у том тренутку налазила новонастала Савезна Република Југославија (проглашена 27. априла 1992). Међу дубљим разлозима за организовање овог сабора и других опозиционих скупова тих година биле су историјске околности и атмосфера изазвана распадом Југославије у којој је свуда на њеном простору осим у новооснованој Савезној Републици Југославији дошло до смене са власти Савеза комуниста Југославије (Комунистичке партије Југославије), односно његовог правног наследника у тадашњој Републици Србији, Социјалистичке партије Србије. 

## Историја
Савез комуниста Југославије (Комунистичка партија Југославије) се услед немогућности да одговори на јединствен начин на кључна питања будућности Југославије, а пре свега на питање њеног унутрашњег уређења („федерација или конфедерација“), те пораста национализма, односно јачања позиција републичких партијских руководстава унутар самог Савеза комуниста Југославије, распала почетком 1990. године. На вишестраначким изборима који су одржани током 1990. године у свих шест република, уместо ње су доминацију на политичкој сцени преузеле партије са снажним националистичким и антикомунистичким предзнаком, попут Хрватске демократске заједнице, Странке демократске акције, Српске демократске странке и других. Међутим, у СР Србији и СР Црној Гори, за разлику од СР Словеније, СР Хрватске и СР БиХ, као и трендова у другим европским земљама које су једнопартијски систем замениле вишепартијским, снажну победу на изборима 1990. не односе противници режима, већ владајуће партије. Један од разлога за то може бити и позиционирање Слободана Милошевића, током 1987—1989, не само као лидера комуниста у СР Србији, већ и као неформалног лидера Срба широм СФРЈ. 
Након сецесије Словеније у лето 1991. и повлачења ЈНА из те републике, савезни органи власти СФРЈ додатно губе ауторитет, од раније нарушен одбијањем власти у републикама да се повинују њиховим одлукама. Проглашење независности Републике Хрватске и губитак статуса конститутивног народа у новопроглашеној Републици Хрватској (22. децембра 1990) изазивају сличне реакције код Срба (проглашење Републике Српске Крајине) који су желели да остану у заједници са Србијом и другим републикама које у том моменту нису тежиле издвајању из СФРЈ. У јесен 1991. Југословенска народна армија, мобилишући притом велики број резервиста и из Републике Србије, водила је војне операције против хрватских војних и полицијских снага око Вуковара, ради очувања сопствене улоге у будућој констелацији односа у земљи, заштите права Срба за останак у СФРЈ и очувања интегритета Југославије. Те војне операције су донеле велика разарања и жртве, а међу народом у Републици Србији и додатну огорченост на режим, како међу националистима, тако и међу југословенски/грађански опредељеном становништву. 
Два месеца пре Видовданског сабора, након отцепљења других република, руководство једине две републике које су остале лојалне идеји федерације (Републике Србије и СР Црне Горе) формирало је Савезну Републику Југославију (проглашена 27. априла 1992), претендујући на континуитет СФРЈ. Лојалност заједници су изразиле и новоосноване Република Српска Крајина и Република Српска, али због притисака међународног фактора вођство СРЈ им је одбило чланство. У мају 1992. СРЈ је стављена под режим међународних санкција, што је представљало велики шок за становништво и додатни удар на привреду. Нешто раније у СР БиХ је започео рат због различитих интереса тамошњих конститутивних народа, на једној страни Муслимана и Хрвата који нису желели да остану у „крњој“ Југославији, односно који су стремили ка стварању властитих националних држава, те Срба, који су желели да остану у тој заједници. Почетком године је основана Република Српска која је прогласила останак у СФРЈ. Србија је од стране својих традиционалних западних савезника била оптужена за агресију на новопроглашену РБиХ, а те оптужбе, као и санкције УН је велики део становништва доживљавао као неправедне и претеране. 
Годину дана пре Видовданског сабора су одржане масовне антирежимске деветомартовске демонстрације, након којих је дошло до ситнијих уступака опозицији. СПО и друге опозиционе странке су и након њих вршиле притисак на режим, кроз масовне демонстрације одржане у јуну 1991. и марту 1992.

## Скуп
Као што је случај и са другим масовним скуповима у Београду, и овде је спорно колико се учесника окупило првог дана Сабора, који је одржан на широком простору између ондашњег Булевара Револуције и Дома синдиката, као и у Пионирском парку. Процене се крећу од „пар десетина хиљада“ (према саопштењу тада владајуће Социјалистичке партије Србије), преко 100.000 (прорежимски дневни лист „Политика“ у броју од 29. јуна 1992), до 700.000 (проопозициони НТВ "Студио Б"), док су, према неким изворима, страни извештачи наводили број између 200 и 500 хиљада људи. 
На почетку Сабора, скупу се обратио велики број угледних говорника, међу којима су били и Патријарх српски, господин Павле, принц Александар Карађорђевић, књижевник Матија Бећковић, сликар Младен Србиновић, политичари Вук Драшковић, Војислав Коштуница и Никола Милошевић и студентски лидер Драган Ђилас. Конферансије скупа био је глумац Милош Жутић. Каснијих дана, скупу су се обраћале и многе друге угледне личности. 
Учесници скупа су, на предлог ДЕПОС-а, захтевали оставку председника Републике Србије Слободана Милошевића (изабраног децембра 1990. на пет година), распуштање Народне скупштине (изабране децембра 1990. на четири године) и формирање владе националног спаса. У том смислу, упућене су одмах након сабора делегације председнику Републике, који је прихватио само почетак рада неке врсте округлог стола између власти и опозиције.
Најупечатљивији моменат првог дана скупа било је дуготрајно звиждање и звечање масе на први помен имена Слободана Милошевића. Пошто је скуп био замишљен као начин притиска на власт да одступи, он није завршен након што су одржани сви говори. Уместо тога, група људи која је дошла из других места је недељу дана боравила непрестано под шаторима у Пионирском парку а њима су се у већем или мањем броју придруживали Београђани, али број окупљених није достизао онај од првог дана. Све то време, током наредних дана и ноћи на бину су излазили говорници, противници власти или музичари. Понекад је долазило и до надреалних сцена, као у случају ноћног наступа панк групе „Директори“, док су се у публици махом налазиле присталице СПО из унутрашњости, старији људи са шајкачама на глави. Једна од најупечатљивијих сцена са овог скупа је било ефектно гашење јавне расвете око скупштине током једног од говора Вука Драшковића, које је организовано уз помоћ сарадника опозиције у ЕДБ. Такође, организована је и масовна шетња центром града која је инспирисала касније акције те врсте (протести 1996—1997). Скуп је завршен без уступака од стране власти. У исто време одржаван је и Студентски протест, и повремено је долазило до прожимања учесника ова два скупа.